# Абадовский, Александр Александрович
Александр Александрович Абадовский (бел. Аляксандр Аляксандравіч Абадоўскі; род. 22 ноября 1952, Гродно) — советский и белорусский кинооператор, педагог.

## Биография
Родился 22 ноября 1952 года в Гродно. В 1956 году семья переехала в Витебск. Окончил среднюю школу № 14, работал в фотоателье, служил в армии, был фотографом витебских педагогического и технологического институтов.
В 1977 году поступил на операторский факультет Всесоюзного государственного института кинематографии (мастерская Александра Гальперина), который окончил в 1982 году. По окончании института получил направление на киностудию «Беларусьфильм».
С 2011 года работает на факультете экранных искусств Белорусской государственной академии искусств. Заведущий кафедрой кинотелеоператорства и звукорежиссуры. Художественный руководитель курса по специальности кинотелеоператорство (телеоператорство). Преподает следующие дисциплины: «монтаж», «операторское мастерство», «телекиносветотехника», «работа кинооператора с режиссёром». Круг научных и творческих интересов — современные технологии кинотелеоператорского мастерства, история белорусской фотографии и кинематографа.

## Фильмография
- 1987 – Уроки белорусского – короткометражный (1987);
- 1987 – Репетитор — телевизионный
- 1988 – На железной дороге – короткометражный
- 1989 – Круглянский мост
- 1991 – Кукушкины дети
- 1992 – Белые одежды – телесериал
- 1992 – Слава Богу, не в Америке…
- 1993 – Душа моя, Мария
- 1995 – На чёрных лядах
- 1997 – Ботанический сад
- 1998 – Солдатский блюз – короткометражный
- 1999 – Милый лжец – фильм-спектакль
- 2000 – Армия спасения
- 2001 – Ускоренная помощь 2» – телесериал
- 2003 – Бальное платье
- 2004 – Вам — задание
- 2005 – Три талера – телесериал
- 2006 – Рифмуется с любовью
- 2007 – Родина или смерть
- 2008 – Тень самурая
- 2010 – Участок лейтенанта Качуры»: «Иллюзия охоты»
- 2011 – Участок лейтенанта Качуры»: Сетевая угроза»
- 2012 – Участок лейтенанта Качуры»: Смертельный танец»
- и ещё около двух десятков документальных фильмов, среди них: «Тема для покаяния», «Продолжение», «Операция Багратион», «Умозрение в красках» и другие

## Награды
- 1987 – Гран-при (Брюссель, Бельгия) и главный приз (Клермон-Ферран, Франция) за фильм «Л. С.» («Уроки белорусского») (реж. А. Мороз);
- 1990 — золотая медаль имени А. Довженко за художественный фильм «Круглянский мост» (реж. А. Мороз). Почетная грамота Министерства культуры Республики Беларусь.